# Ching-Te (månekrater)
Ching-Te er et nedslagskrater på Månen. Det befinder sig på Månens forside i det bjergrige område øst for Mare Serenitatis. Det er opkaldt efter et kinesisk drengenavn.
Navnet blev officielt tildelt af den Internationale Astronomiske Union (IAU) i 1976. 

## Omgivelser
Ching-Tekrateret har Fabbronikrateret liggende mod syd-sydøst, og mod nordøst ligger Littrowkrateret. Nord for Ching-te findes Rimae Littrow rillesystemet foruden Clerkekrateret.
I en dal omkring 20 km mod øst er landingsstedet for Apollo 17-måneekspeditionen.
Mellem Ching-te og Mons Argaeus mod sydvest, ligger et lille krater, som er navngivet Stella af IAU. Dette kraternavn er et latinsk pigenavn og er altså i lighed med Ching-te ikke navngivet efter en bestemt person. De selenografiske koordinater for Stella er 19,9° N, 29,8° Ø, og dets diameter er 1 km. 

## Karakteristika
Ching-te er et cirkulært, skålformet krater uden særlige kendetegn.

## Måneatlas
- Billeder af Ching-Tekrateret i LPI-måneatlasset